# Володя (рассказ)
«Володя» — рассказ Антона Павловича Чехова. Написан в 1887 году, впервые опубликован в 1887 году в «Петербургской газете» № 147 под названием  «Его первая любовь» с подписью А. Чехонте.

## Публикации
Рассказ А. П. Чехова «Володя» написан в 1887 году, впервые опубликован в 1887 году в «Петербургской газете» № 147 с подписью А. Чехонте, в 1890 году рассказ печатался в сборнике «Хмурые люди», вошёл в собрание сочинений писателя, издаваемое А. Ф. Марксом.
При жизни Чехова рассказ переводился на венгерский, немецкий, сербскохорватский и шведский языки.

## История
Сюжет рассказа дал писателю управляющий московских императорских театров (1881—1882) В. П. Бегичев.
В первой редакции рассказ заканчивался возвращением домой с дачи Володи и его матери. Для сборника «Хмурые люди» писатель ввел изменения, написав сцену ночного свидания и самоубийства главного героя. Новой была также тема встречи Володи с образом отца. Это изменение, вероятно, связывалось с участившимися в то время самоубийствами среди молодых людей. Так в 1887 году застрелился студент, сын издателя А. С. Суворина. В 1887 году Д. В. Григорович посоветовал Чехову написать роман о молодом самоубийце: «Будь я помоложе и сильнее дарованием, я бы непременно описал семью и в ней 17-летнего юношу, который забирается на чердак и там застреливается. Такой сюжет заключает в себе вопрос дня; возьмите его, не упускайте случая коснуться наболевшей общественной раны; успех громадный ждет Вас с первого же дня появления такой книги».

## Критика
Н. К. Михайловский писал, что в рассказе «Володя» сборника «Хмурые люди» действительность «с быками и самоубийцами, колокольчиками и бубенчиками» отражена писателем «с одинаково холодною кровью».
В рецензии на сборник «Хмурые люди» рецензент писал: «„Володя“ по содержанию своему представляет случай хмурого человека гимназиста, самопроизвольно, без всякой предварительно обдуманной цели лишившего себя жизни от тоски, уныния о своем нравственном несовершенстве и пустоты окружающего».
И. И. П—ский рассматривал произведения Чехова 1890-х годов, видел в них «безнадежный пессимизм», находил истоки пессимизма в ранних рассказах, в частности, в рассказе «Володя».
Критик Е. Ляцкий писал, что Чехов однообразен и скучен в изображении скуки жизни — описывает ли он «несчастного гимназиста, кончающего самоубийством», или «тягучий степной пейзаж».

## Персонажи
- Володя, ученик, 17 лет.
- Maman, мать Володи, обедневшая вдова.
- M-me Шумихина, хозяйка дачи, где проживает Володя с матерью.
- Анна Федоровна, около 30 лет, кузина m-me Шумихиной, замужем за архитектором.
- Августин Михайлыч.

## Сюжет
Володя — молодой человек семнадцати лет, так плохо учится, что имеет годовую отметку по алгебре 2 ¾. Завтра у него экзамен. Он некрасив, болезнен и робок. Володя сидит в беседке на даче у Шумихиных и скучает. Два раза в неделю он провожает на дачу свою мать. Его мама промотала своё и мужнино состояния и тяготела к высшему обществу. На даче Володя встречает свою тридцатилетнюю кузину Анну Федоровну, которая ему не безразлична.
В разгар мечтаний парня в беседке появилась кузина и стала укорять его в робости. Володя долго молчал, потом сказал, что любит кузину. Он даже подержал её за талию. Вечером за вистом кузина рассказывала о случившемся его матери и смеялась. Этим вечером Володя не поехал домой, чтобы утром успеть на экзамен. В третьем часу ночи кузина попросила его принести морфий, после чего с ней Володя испытал чувство «небывалого счастья, за которое можно отдать всю жизнь и пойти на вечную муку». Однако всё закончилось взаимной неприязнью. Вечером Володя с мамой поехал домой, в пути он оскорбил мать, отчего та была в ужасе. Дома ему попался на глаза револьвер соседа Августина Михайлыча, он взял револьвер и застрелился.

## Экранизация
- Рассказ экранизирован во второй части советского телефильма 1991 года «Сюжет для двух рассказов» режиссёра Ольги Вихорковой.
- Сюжет рассказа лёг в основу фильма режиссёра Сергея Соловьёва «О любви», снятого в 2003 году